# Шандермани, Алексиос
Алексиос Шандермани (перс. الکسیوس  شاندرمنی‎) (род. 25 октября 1953, Тегеран) — ирано-немецкий писатель и поэт.

## Биография
Родился в семье лингвистов. Отец Алексиоса Шандермани - Акбар Шандермани был левым политиком в Иране, за что после организованного западными спецслужбами переворота против премьера Мохаммеда Мосаддыка был арестован и приговорён в 1953 году к смертной казни, но ему удалось бежать из тюрьмы, и в 1956 году он переехал в Советский Союз, где получил политическое убежище.
В 1961 году Алексиос Шандермани со своей матерью, сестрой и двумя старшими братьями переехал в Советский Союз, в Москву к своему отцу. В Москве он поступил в школу, через четыре года его послали учиться в Интердом — Ивановский интернациональный детский дом, который он закончил в 1971 году.
В 1974 году он поступил в ДГПИ им. Т. Г. Шевченко, который он закончил в 1978 году по специальности учитель русского языка и литературы. После окончания института он работал журналистом в газете «Пионер Таджикистана».
В 1980 году он вернулся в Иран, где после своего прибытия был арестован в Тегеранском аэропорту «Мехрабад» и через 4 дня был выслан из страны в Западный Берлин, где он у немецких властей попросил политическое убежище. С 1983 по 1991 годы он учился в Берлинском Свободном университете. В 1992 году он принял немецкое гражданство.
1995 год — начал свою работу в Международном Комитете Красного Креста, в зоне чеченского конфликта. Отвечал за снабжение питьевой водой в Грозном. Снабжал больницы медикаментами. Эвакуировал раненных, регистрировал военнопленных. Налаживал контакт как с чеченской так и с российской стороной. Аслан Масхадов и генерал Анатолий Романов неоднократно вели переговоры по поводу обмена военнопленных. Алексиос Шандермани наряду с другими представителями Международного Комитета Красного Креста участвовал в этих переговорах как с Масхадовым так и с Романовым. Переводил документацию с русского на немецкий язык.
1996−1997 годы — сотрудник Международного Комитета Красного Креста в Афганистане. Снабжал афганские больницы медикаментами. Эвакуировал раненных, регистрировал военнопленных в Панджшерском ущелье, Мазари-Шарифе и в Кабуле. Налаживал контакты с полевыми командирами по поводу обмена военнопленных. Переводил документацию с дари на немецкий язык.
2001 год — сотрудник Мальтийского Ордена в Афганистане. Снабжал беженцев гуманитарной помощью в городе Герат, который расположен на северо-западе Афганистана. Переводил документацию с дари на немецкий язык.
2002 год — сотрудник немецкой гуманитарной организации «Агроакция» в Афганистане. Доставлял гуманитарную помощь в провинцию Сари-Пуль и труднодоступный горный регион Куестанат. Переводил документацию с дари на немецкий язык.
В 2009 году он стал финалистом Европейского фестиваля русского языка и занял в своей категории второе место. 2 октября 2009 года в Театре оперы и балета Консерватории им. Н.А. Римского-Корсакова состоялась заключительная церемония Европейского фестиваля русского языка, где президент Санкт-Петербургского государственного университета Людмила Алексеевна Вербицкая вручила ему диплом победителя.
31 октября 2011 года он стал лауреатом Всемирного Фестиваля русского языка, организованный Международной ассоциацией преподавателей русского языка и литературы при поддержке Фондa «Русский мир» и Министерства образования и науки Российской Федерации, где в Пушкине, в большом зале Дома молодежи Царскосельский ему был вручён диплом.
В канун Дня русского языка, который широко праздновался в России 6 июня 2012 года, в Интернете финишировал Открытый Кубок дружбы народов по русскому языку, учредителем которого выступил Российский университет дружбы народов. Алексиос Шандермани стал одним из победителей Кубка в своей номинации, за что был награждён ректором Российского университета дружбы народов Б.М.Филипповым дипломом.
25 октября 2013 года в своей номинации со своей песней Мир он стал одним из победителей всемирного конкурса Чайка, посвященного 50-летию полета Валентины Владимировны Терешковой в космос.
В 2015 году он стал одним из победителей VI международного фотоконкурса «Взгляд иностранца-2015», ежегодным организатором которого является Президентская библиотека имени Б. Н. Ельцина Санкт-Петербурга.
С октября 2018 года член американского общества композиторов, авторов и издателей (англ. The American Society of Composers, Authors and Publishers, ASCAP)

## Награда
Медаль "Русское Слово", Санкт-Петербург, 2009 год

## Публикации
- О своей работе в Чечне написал книгу Mission in Chechnya (Чеченская миссия)[6]. Издательство Nova Science Publishers. New York 2002. ISBN 1-59033-369-1
- О своей работе в Афганистане написал книгу  One Euro Spy (Шпион за Евро), которая вошла в книгу Afghanistan Issues: Security, Narcotics and Political Currents. Издательство Nova Science Publishers. New York 2007. ISBN 1-60021-587-4
- Автор стихов на немецком и русском языках. Печатал свои стихи в издательстве Clemens Brentano Publishers Frankfurt Main. Германия 2004. 2005. 2007. 2008. 2009. 2010. 2011. 2012. 2013. ISBN 978-3-933800-28-2, в Греции в газетах Афины Плюс, Афинский Курьер, Омония, а также в РИА 7 новостей[7].
- Автор и исполнитель своих песен, музыкальный альбом Hello New York[8], записан на студии Sweet Sound Studios, выпущен 25 октября 2013 года, Нью-Йорк, США. 33 мелодии и песни на русском, немецком, персидском и английском языках. ISRC: 888174333892
- Взгляд иностранца. Мир, спасенный красотой. Альбом фотографий VI ежегодного международного фотоконкурса Президентской библиотеки. Президентская библиотека, Санкт-Петербург 2016, страница 80. ISBN 978-5-905273-80-3 Архивная копия от 29 июля 2017 на Wayback Machine
- Автор и исполнитель своих песен, музыкальный альбом Persian Gypsy[9], записан на студии Mercy Sound Studios, выпущен 25 октября 2018 года, Нью-Йорк, США. 11 песен и мелодий на русском, немецком, персидском и английском языках. ISRC: 193428111332